# Gouvernement Mendès France
Quatrième République
Gouvernement Joseph Laniel II Gouvernement Edgar Faure II
Le gouvernement Pierre Mendès France a été le gouvernement de la France du 18 juin 1954 au 5 février 1955.
En juin 1954, alors que la IVe République connaît plusieurs troubles politiques, concernant notamment la colonisation, le président de la République, René Coty, nomme le radical-socialiste Pierre Mendès France à la présidence du Conseil. Après un vote de confiance, le cabinet Mendès France est investi de ses fonctions.

## Chronologie

### 1954
- 12 juin : Chute du second cabinet Laniel.
- 18 juin : Entrée en fonction du cabinet Mendès France. Pierre Mendès France est investi de ses fonctions de président du Conseil par le président de la République René Coty.
- 20 juillet : Accords de Genève mettant fin à la guerre en Indochine.
- 31 juillet : discours de Carthage prononcé par Pierre Mendès France et reconnaissant l'autonomie interne de la Tunisie.
- 13 août : Vote de pouvoirs spéciaux au gouvernement en matière d'économie pour mener à bien l'expansion économique.
- 30 août : Rejet de la Communauté européenne de défense par l'Assemblée nationale, vote pour lequel le gouvernement n'a pas posé la question de confiance.
- 30 novembre : Vote d'une « réformette » constitutionnelle.

### 1955
- 5 février : Chute du gouvernement Pierre Mendès France.
- 23 février : Début du second gouvernement Edgar Faure.

## Composition

### Président du Conseil
| Image | Fonction             |  | Nom                  | Parti |
| ----- | -------------------- |  | -------------------- | ----- |
|       | Président du Conseil |  | Pierre Mendès France | RAD   |

### Ministres d'État
| Image | Fonction                                               |  | Nom                                                          | Parti |
| ----- | ------------------------------------------------------ |  | ------------------------------------------------------------ | ----- |
|       | Ministre, chargé des Relations avec les États associés |  | Guy La Chambre (à partir du 3 septembre 1954)                | RAD   |
|       | Ministre d'État                                        |  | Jean-Michel Guérin de Beaumont (à partir du 20 janvier 1955) | CNIP  |

### Ministres
| Image | Fonction                                                    |  | Nom                                                                     | Parti |
| ----- | ----------------------------------------------------------- |  | ----------------------------------------------------------------------- | ----- |
|       | Ministre de la Justice                                      |  | Émile Hugues (jusqu’àu 3 septembre 1954)                                | RAD   |
|       | Ministre de la Justice                                      |  | Jean-Michel Guérin de Beaumont (du 3 septembre 1954 au 20 janvier 1955) | CNIP  |
|       | Ministre de la Justice                                      |  | Emmanuel Temple (à partir du 20 janvier 1955)                           | CNIP  |
|       | Ministres des Affaires étrangères                           |  | Pierre Mendès France (jusqu'au 20 janvier 1955)                         | RAD   |
|       | Ministres des Affaires étrangères                           |  | Edgar Faure (à partir du 20 janvier 1955)                               | RAD   |
|       | Ministre de l'Intérieur                                     |  | François Mitterrand                                                     | UDSR  |
|       | Ministre de la Défense nationale et des Forces armées       |  | Marie-Pierre Kœnig (jusqu'au 14 août 1954)                              | RPF   |
|       | Ministre de la Défense nationale et des Forces armées       |  | Emmanuel Temple (du 14 août au 20 janvier 1955)                         | CNIP  |
|       | Ministre de la Défense nationale                            |  | Jacques Chevallier (à partir du 20 janvier 1955)                        | CNIP  |
|       | Ministre des Forces Armées                                  |  | Maurice Bourgès-Maunoury (à partir du 20 janvier 1955)                  | RAD   |
|       | Ministre des Travaux publics, des Transports et du Tourisme |  | Jacques Chaban-Delmas (jusqu'au 14 août 1954)                           | RPF   |
|       | Ministre des Travaux publics, des Transports et du Tourisme |  | Maurice Bourgès-Maunoury (intérim) (du 14 août au 3 septembre)          | RAD   |
|       | Ministre des Travaux publics, des Transports et du Tourisme |  | Jacques Chaban-Delmas (à partir du 3 septembre)                         | RPF   |
|       | Ministre de la Marine marchande                             |  | Raymond Schmittlein (à partir du 20 janvier 1955)                       | RPF   |
|       | Ministre des Finances, des Affaires économiques et du Plan  |  | Edgar Faure (jusqu'au 20 janvier 1955)                                  | RAD   |
|       | Ministre des Finances, des Affaires économiques et du Plan  |  | Robert Buron (à partir du 20 janvier 1955)                              | MRP   |
|       | Ministre de l'Éducation nationale                           |  | Jean Berthoin                                                           | RAD   |
|       | Ministre de l'Industrie et du Commerce                      |  | Maurice Bourgès-Maunoury (jusqu'au 3 septembre 1954)                    | RAD   |
|       | Ministre de l'Industrie et du Commerce                      |  | Henri Ulver (à partir du 3 septembre 1954)                              | RPF   |
|       | Ministre de l'Agriculture                                   |  | Roger Houdet                                                            | CNIP  |
|       | Ministre de la France d'outre-mer                           |  | Robert Buron (jusqu'au 20 janvier 1955)                                 | MRP   |
|       | Ministre de la France d'outre-mer                           |  | Jean-Jacques Juglas (à partir du 20 janvier 1955)                       | MRP   |
|       | Ministre du Travail et de la Sécurité sociale               |  | Eugène Claudius-Petit (jusqu'au 3 septembre 1954)                       | UDSR  |
|       | Ministre du Travail et de la Sécurité sociale               |  | Louis-Paul Aujoulat (à partir du 3 septembre 1954)                      | MRP   |
|       | Ministre du Logement et de la Reconstruction                |  | Maurice Lemaire (jusqu'au 14 août 1954)                                 | RPF   |
|       | Ministre du Logement et de la Reconstruction                |  | Eugène Claudius-Petit (intérim) (du 14 août au 3 septembre 1954)        | UDSR  |
|       | Ministre du Logement et de la Reconstruction                |  | Jacques Chaban-Delmas (du 3 septembre au 12 novembre 1954)              | RPF   |
|       | Ministre du Logement et de la Reconstruction                |  | Maurice Lemaire (à partir du 12 novembre 1954)                          | RPF   |
|       | Ministre des Anciens combattants et Victimes de guerre      |  | Emmanuel Temple (jusqu'au 3 septembre 1954)                             | CNIP  |
|       | Ministre des Anciens combattants et Victimes de guerre      |  | Jean Masson (à partir du 3 septembre 1954)                              | RAD   |
|       | Ministre de la Santé publique et de la Population           |  | Louis-Paul Aujoulat (jusqu'au 3 septembre 1954)                         | MRP   |
|       | Ministre de la Santé publique et de la Population           |  | André Monteil (à partir du 3 septembre 1954)                            | MRP   |
|       | Ministre chargé des Relations avec les États associés       |  | Guy La Chambre (jusqu'au 3 septembre 1954)                              | RAD   |
|       | Ministre chargé des Affaires marocaines et tunisiennes      |  | Christian Fouchet                                                       | RPF   |

### Secrétaires d'État
| Image | Fonction                                                               |  | Nom                                                        | Parti |
| ----- | ---------------------------------------------------------------------- |  | ---------------------------------------------------------- | ----- |
|       | Secrétaire d'État à la Présidence du Conseil                           |  | André Bettencourt                                          | CNIP  |
|       | Secrétaire d'État à la Présidence du Conseil                           |  | André Moynet (à partir du 12 novembre 1954)                | CNIP  |
|       | Secrétaire d'État à la Présidence du Conseil et à la Fonction publique |  | Jean Masson (jusqu'au 3 septembre 1954)                    | RAD   |
|       | Secrétaire d'État à la Présidence du Conseil et à la Fonction publique |  | Jean Masson (intérim) (du 3 septembre au 12 novembre 1954) | RAD   |
|       | Secrétaire d'État à la Présidence du Conseil et à la Fonction publique |  | René Billères (à partir du 12 novembre 1954)               | RAD   |
|       | Secrétaire d'État à la Recherche scientifique et au Progrès technique  |  | Henri Longchambon                                          | RAD   |
|       | Secrétaire d'État à l'Information                                      |  | Georges Galy-Gasparrou (à partir du 20 janvier 1955)       | RAD   |
|       | Secrétaire d'État aux Affaires étrangères                              |  | Jean-Michel Guérin de Beaumont (jusqu'au 3 septembre 1954) | CNIP  |
|       | Secrétaire d'État aux Affaires étrangères                              |  | Roland de Moustier (à partir du 3 septembre 1954)          | CNIP  |
|       | Secrétaire d'État à l'Intérieur                                        |  | Joseph Conombo (jusqu'au 20 janvier 1955)                  | MRP   |
|       | Secrétaire d'État à l'Intérieur                                        |  | Henri Caillavet (du 20 janvier 1955 au 25 janvier 1955)    | RAD   |
|       | Secrétaire d'État à l'Intérieur                                        |  | Raymond Mondon (à partir du 20 janvier 1955)               | CNIP  |
|       | Secrétaire d'État à la Guerre                                          |  | Jacques Chevallier (jusqu'au 20 janvier 1955)              | CNIP  |
|       | Secrétaire d'État à la Marine                                          |  | André Monteil (jusqu'au 3 septembre 1954)                  | MRP   |
|       | Secrétaire d'État à la Marine                                          |  | Henri Caillavet (du 3 septembre 1954 au 20 janvier 1955)   | RAD   |
|       | Secrétaire d'État à l'Air                                              |  | Diomède Catroux (jusqu'au 20 janvier 1955)                 | RPF   |
|       | Secrétaire d'État à l'Armement                                         |  | Diomède Catroux (à partir du 20 janvier 1955)              | RPF   |
|       | Secrétaire d'État aux Postes, télégraphes et téléphones (France)       |  | André Bardon                                               | CNIP  |
|       | Secrétaire d'État à l'Aviation civile                                  |  | Henri Fouques-Duparc (à partir du 20 janvier 1955)         | RPF   |
|       | Secrétaire d'État au Budget                                            |  | Henri Ulver (jusqu'au 3 septembre 1954)                    | RPF   |
|       | Secrétaire d'État aux Affaires économiques et au Plan                  |  | Henri Caillavet (jusqu'au 3 septembre 1954)                | RAD   |
|       | Secrétaire d'État aux Finances et aux Affaires économiques             |  | Jean Gilbert-Jules (à partir du 3 septembre 1954)          | RAD   |
|       | Secrétaire d'État aux Affaires économiques et à l'Union française      |  | Joseph Conombo (à partir du 20 janvier 1955)               | MRP   |
|       | Secrétaire d'État à l'Enseignement technique                           |  | Joseph-Pierre Lanet                                        | UDSR  |
|       | Secrétaire d'État au Commerce                                          |  | Philippe Monin (à partir du 12 novembre 1954)              | CNIP  |
|       | Secrétaire d'État à l'Agriculture                                      |  | Jean Raffarin                                              | CNIP  |
|       | Secrétaire d'État à la France d'outre-mer                              |  | Roger Duveau                                               | UDSR  |